# Kapsa loxia
Kapsa loxia är en insektsart som beskrevs av Irena Dworakowska 1981. Kapsa loxia ingår i släktet Kapsa och familjen dvärgstritar. Inga underarter finns listade i Catalogue of Life.